# Rabac
Rabac, popis 1991; skupaj: 1.373
Rabac (italijansko Porto Albona) je naselje, letovišče ter pristanišče s 1.257 stalnimi prebivalci (2021; 2001 še skoraj 1.500) na jugovzhodni obali Istre na Hrvaškem, ki upravno spada pod mesto Labin, ki je del Istrske županije.

## Geografija
Rabac leži v istoimenskem zalivu pod višje ležečim Labinom. Zaliv Rabac je potopljen del doline, po kateri teče potok Rabac. Do zaliva, v katerem se nahaja naselje, pelje 5 km dolga cesta, ki se v Labinu odcepi od glavne ceste Reka – Pulj. Obalna ravnica, pri izlivu potoka Rabac v morje, je lepa nekaj sto metrov dolga peščena plaža, ob kateri je zgrajeno več hotelov. Sam kraj je slikovito naselje obdano z bujnim sredozemljskim rastlinjem in borovim gozdom.
Pristanišče je izpostavljeno jugovzhodnemu vetru. Dno je ponekod neprimerno za sidranje. Južno od pristaniškega svetilnika je sidrišče za jahte. Globina morja v pristanišču je do 5 m. Pri kampu Oliva je manjši pomol z globino morja do 1,5 m. Tu je tudi 5 tonsko dvigalo in dve manjši splavni drči.
Iz pomorske karte je razvidno, da svetilnik oddaja svetlobni signal: Z Bl 3s.

## Gospodarstvo
Glavna gospodarska dejavnost kraja sta turizem in ribolov. V kraju je 14 hotelov in avtokamp Oliva.

## Zanimivosti
Začetek turizma sega v leto 1890, ko je neki reški trgovec postavil prvi počitniški hišici. Leta 1925 so tod Italijani zgradili prvi večji hotel. Pospešen turistični razvoj pa se pričel po letu 1960 z izgradnjo turističnega naselja. Nekdanje majhno ribiško naselje se je izgubilo v sodobnem hotelskem mestu, ki dnevno lahko sprejme do 10.000 gostov.

## Demografija
| Pregled števila prebivalcev po letih | Pregled števila prebivalcev po letih | Pregled števila prebivalcev po letih | Pregled števila prebivalcev po letih | Pregled števila prebivalcev po letih | Pregled števila prebivalcev po letih | Pregled števila prebivalcev po letih | Pregled števila prebivalcev po letih | Pregled števila prebivalcev po letih | Pregled števila prebivalcev po letih | Pregled števila prebivalcev po letih | Pregled števila prebivalcev po letih | Pregled števila prebivalcev po letih | Pregled števila prebivalcev po letih | Pregled števila prebivalcev po letih |      |      |
| ------------------------------------ | ------------------------------------ | ------------------------------------ | ------------------------------------ | ------------------------------------ | ------------------------------------ | ------------------------------------ | ------------------------------------ | ------------------------------------ | ------------------------------------ | ------------------------------------ | ------------------------------------ | ------------------------------------ | ------------------------------------ | ------------------------------------ | ---- | ---- |
| 1857                                 | 1869                                 | 1880                                 | 1890                                 | 1900                                 | 1910                                 | 1921                                 | 1931                                 | 1948                                 | 1953                                 | 1961                                 | 1971                                 | 1981                                 | 1991                                 | 2001                                 | 2011 | 2021 |
| 0                                    | 0                                    | 126                                  | 195                                  | 275                                  | 345                                  | 0                                    | 0                                    | 346                                  | 290                                  | 478                                  | 737                                  | 1046                                 | 1373                                 | 1472                                 | 1393 | 1257 |